# Trishula
Trishula (Sanskrit: त्रिशूल triśūla, Malay: trisula, Telugu: trishulamu, Tamil: thirisulam, Malayalam: തൃശൂലം trisoolam,Thai: trisoon or tri)
er ligesom en trefork. Treforken er meget kendt hos mange hinduistiske guder, især  Shiva, men også  hos Durga, Kali, Prathyangira, Sarabha og  Lavanasura. Den  græske gud Poseidon ses også  afbilledet med en trefork.